# Liste des titres musicaux numéro un en France en 2014
Cette page liste les titres numéro un des meilleures ventes de disques en France pour l'année 2014 selon le SNEP. Les classements sont issus des 100 meilleures ventes de singles (fusionnés) et des 200 meilleures ventes d'albums (fusionnés).

## Classement des singles
| №  | Date       | Artiste                                 | Titre                            | Ventes |
| -- | ---------- | --------------------------------------- | -------------------------------- | ------ |
| 1  | 5 janvier  | Pharrell Williams                       | Happy                            | 14 500 |
| 2  | 12 janvier | Pharrell Williams                       | Happy                            | 14 500 |
| 3  | 19 janvier | Pharrell Williams                       | Happy                            | 18 200 |
| 4  | 26 janvier | Pharrell Williams                       | Happy                            | 20 400 |
| 5  | 2 février  | Pharrell Williams                       | Happy                            | 19 000 |
| 6  | 9 février  | Pharrell Williams                       | Happy                            | 14 600 |
| 7  | 16 février | Pharrell Williams                       | Happy                            | 16 600 |
| 8  | 23 février | Pharrell Williams                       | Happy                            | 15 700 |
| 9  | 2 mars     | Pharrell Williams                       | Happy                            | 21 200 |
| 10 | 9 mars     | Pharrell Williams                       | Happy                            | 23 700 |
| 11 | 16 mars    | Pharrell Williams                       | Happy                            | 16 400 |
| 12 | 23 mars    | Pharrell Williams                       | Happy                            | 12 400 |
| 13 | 30 mars    | Pharrell Williams                       | Happy                            | 10 700 |
| 14 | 6 avril    | Pharrell Williams                       | Happy                            | 10 000 |
| 15 | 13 avril   | Pharrell Williams                       | Happy                            | 9 500  |
| 16 | 20 avril   | Pharrell Williams                       | Happy                            | 8 500  |
| 17 | 27 avril   | Pharrell Williams                       | Happy                            | 7 500  |
| 18 | 4 mai      | Pharrell Williams                       | Happy                            | 7 253  |
| 19 | 11 mai     | Milky Chance                            | Stolen Dance                     | 6 800  |
| 20 | 18 mai     | Milky Chance                            | Stolen Dance                     | 6 900  |
| 21 | 25 mai     | Milky Chance                            | Stolen Dance                     | 5 900  |
| 22 | 1er juin   | Booba                                   | OKLM                             | 9 200  |
| 23 | 8 juin     | Black M                                 | Sur ma route                     | 6 400  |
| 24 | 15 juin    | Black M                                 | Sur ma route                     | 7 100  |
| 25 | 22 juin    | Black M                                 | Sur ma route                     | 6 900  |
| 26 | 29 juin    | Black M                                 | Sur ma route                     | 6 800  |
| 27 | 6 juillet  | Sia                                     | Chandelier                       | 8 500  |
| 28 | 13 juillet | Lilly Wood and the Prick & Robin Schulz | Prayer in C (Robin Schulz remix) | 8 400  |
| 29 | 20 juillet | Lilly Wood and the Prick & Robin Schulz | Prayer in C (Robin Schulz remix) | 10 500 |
| 30 | 27 juillet | Lilly Wood and the Prick & Robin Schulz | Prayer in C (Robin Schulz remix) | 10 400 |
| 31 | 3 août     | Lilly Wood and the Prick & Robin Schulz | Prayer in C (Robin Schulz remix) | 13 100 |
| 32 | 10 août    | Lilly Wood and the Prick & Robin Schulz | Prayer in C (Robin Schulz remix) | 12 300 |
| 33 | 17 août    | Lilly Wood and the Prick & Robin Schulz | Prayer in C (Robin Schulz remix) | 11 900 |
| 34 | 24 août    | Lilly Wood and the Prick & Robin Schulz | Prayer in C (Robin Schulz remix) | 10 500 |
| 35 | 31 août    | Lilly Wood and the Prick & Robin Schulz | Prayer in C (Robin Schulz remix) | 10 900 |

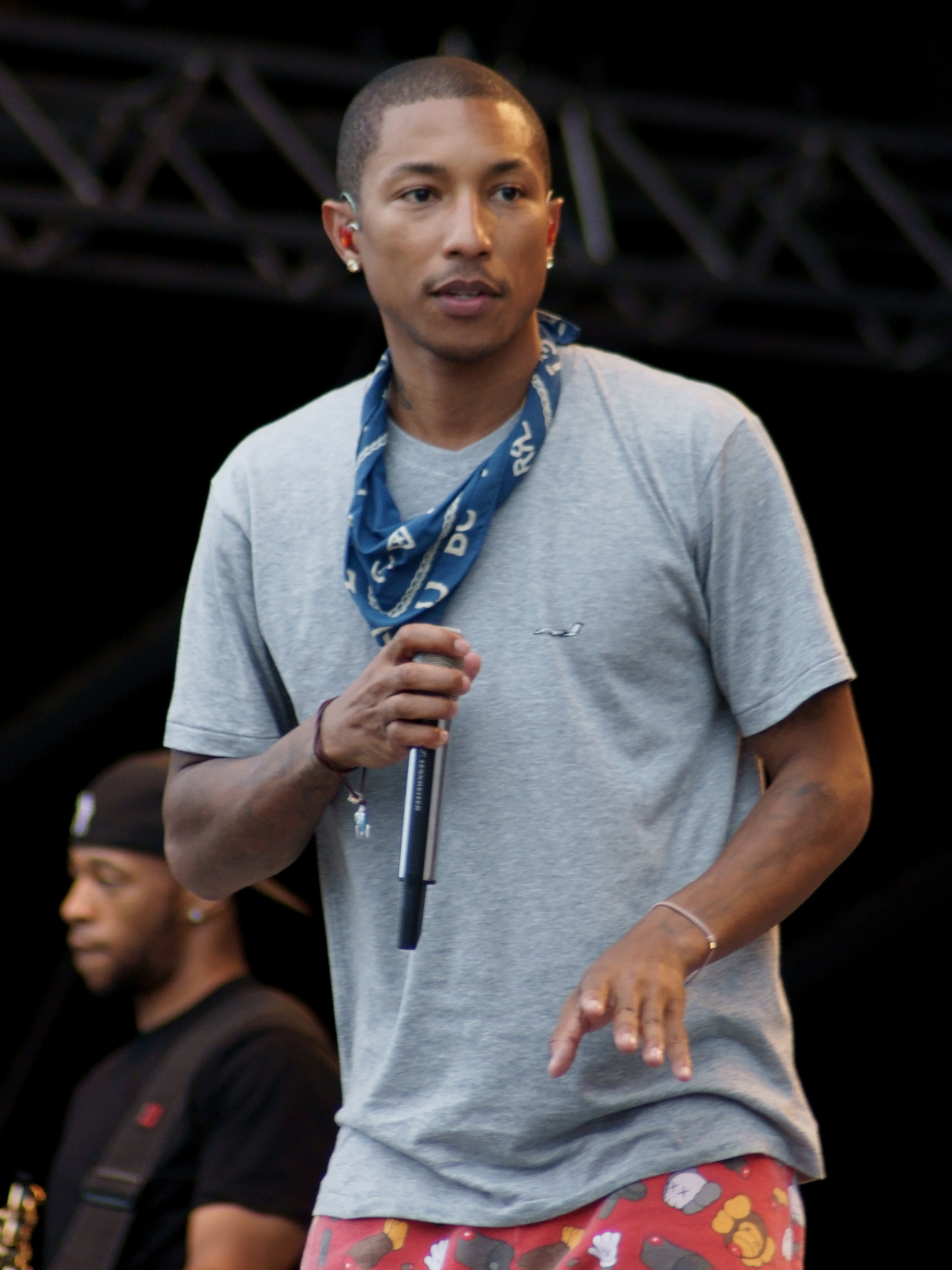
Pharrell Williams est resté 18 semaines numéro 1 avec Happy.

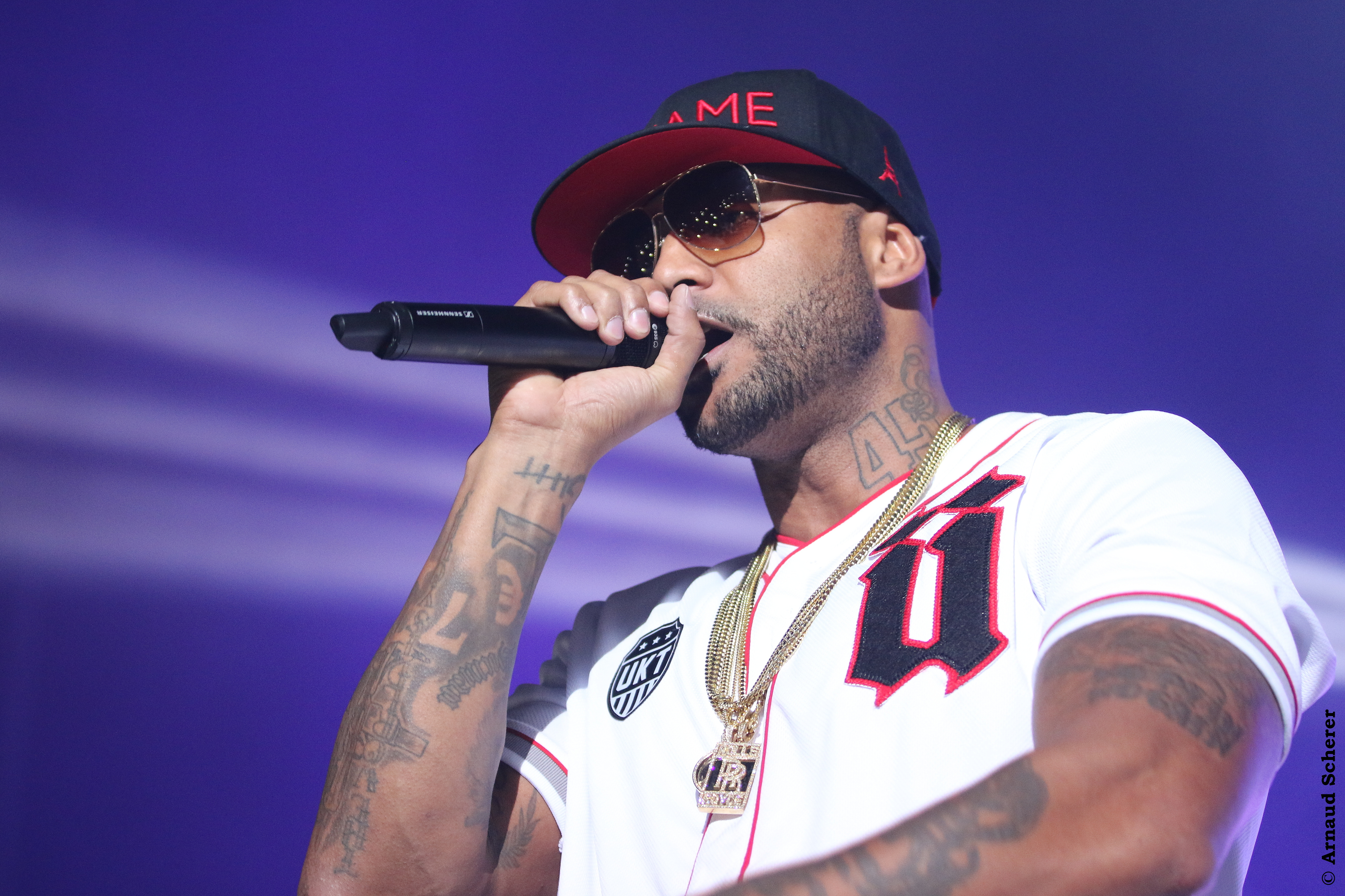
Le titre OKLM permet au rappeur français Booba d'avoir un single en tête des charts pour la première fois de sa carrière.

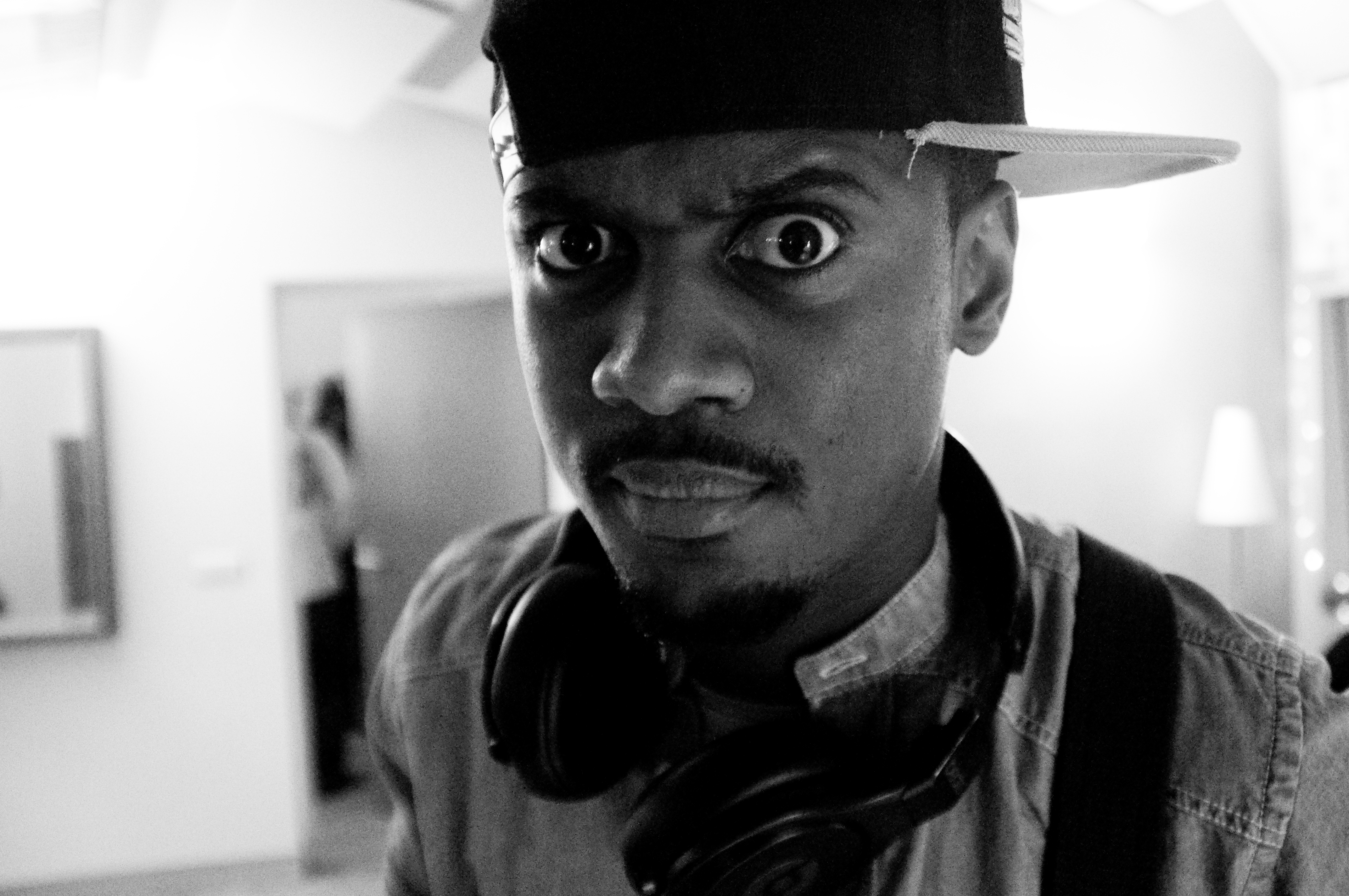
Le titre Sur ma route du rappeur français Black M fut numéro 1 durant 4 semaines.

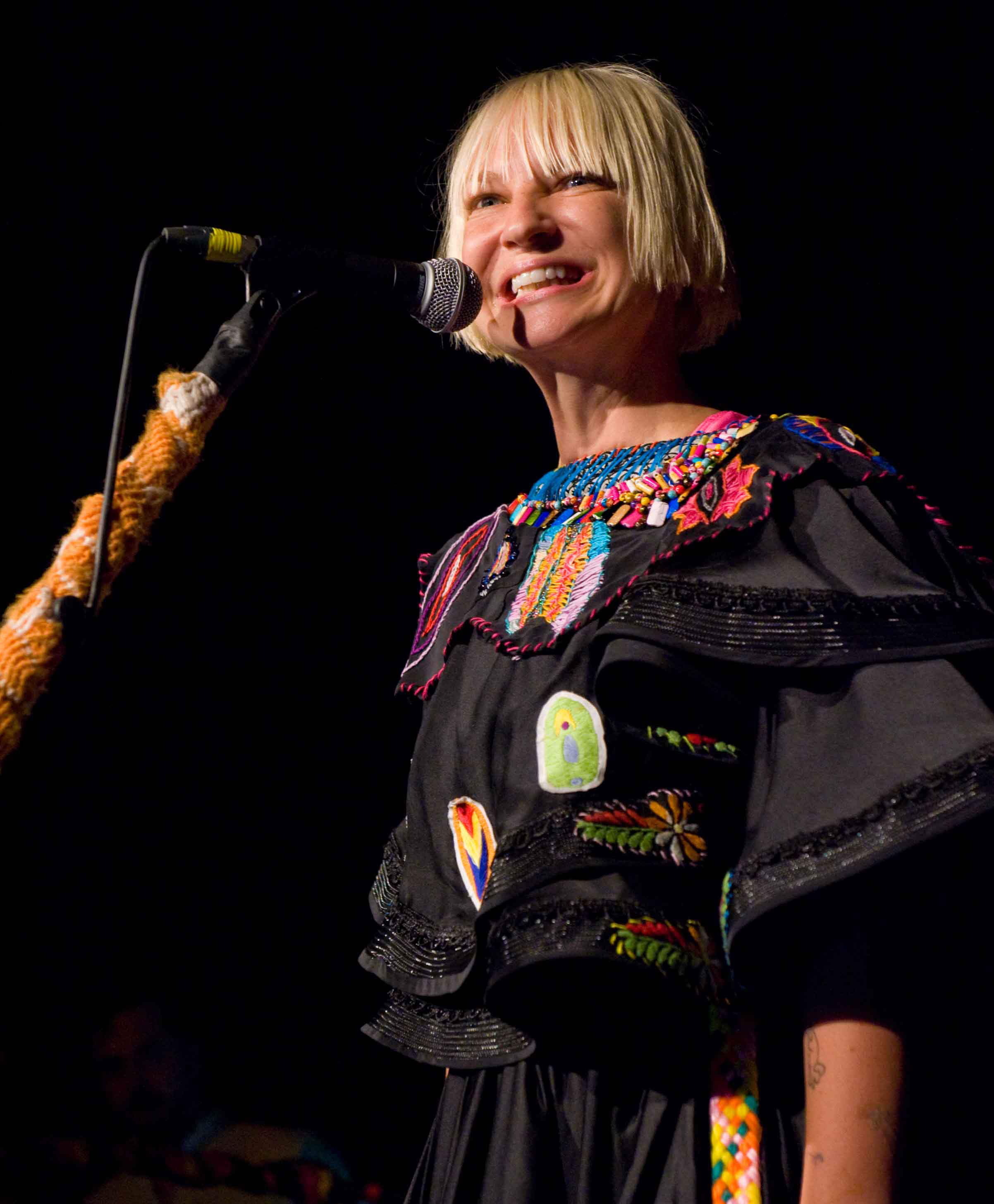
Le titre Chandelier de la chanteuse australienne Sia fut numéro 1 durant 3 semaines.

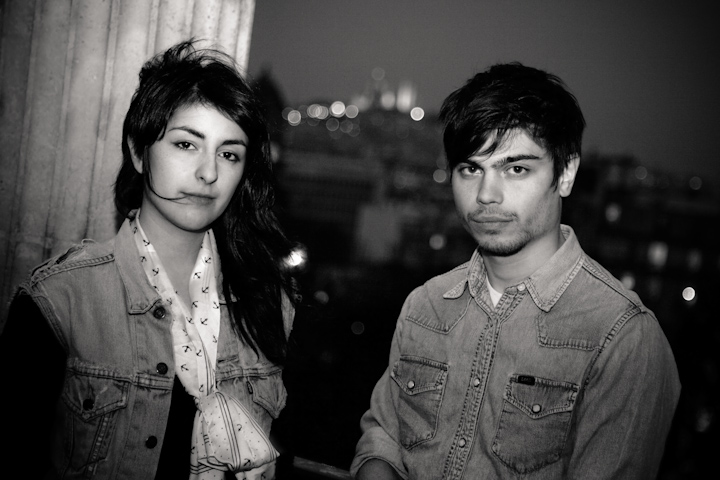
Le groupe franco-israelien Lilly Wood and the Prick est resté 13 semaines numéro 1 avec Prayer in C.

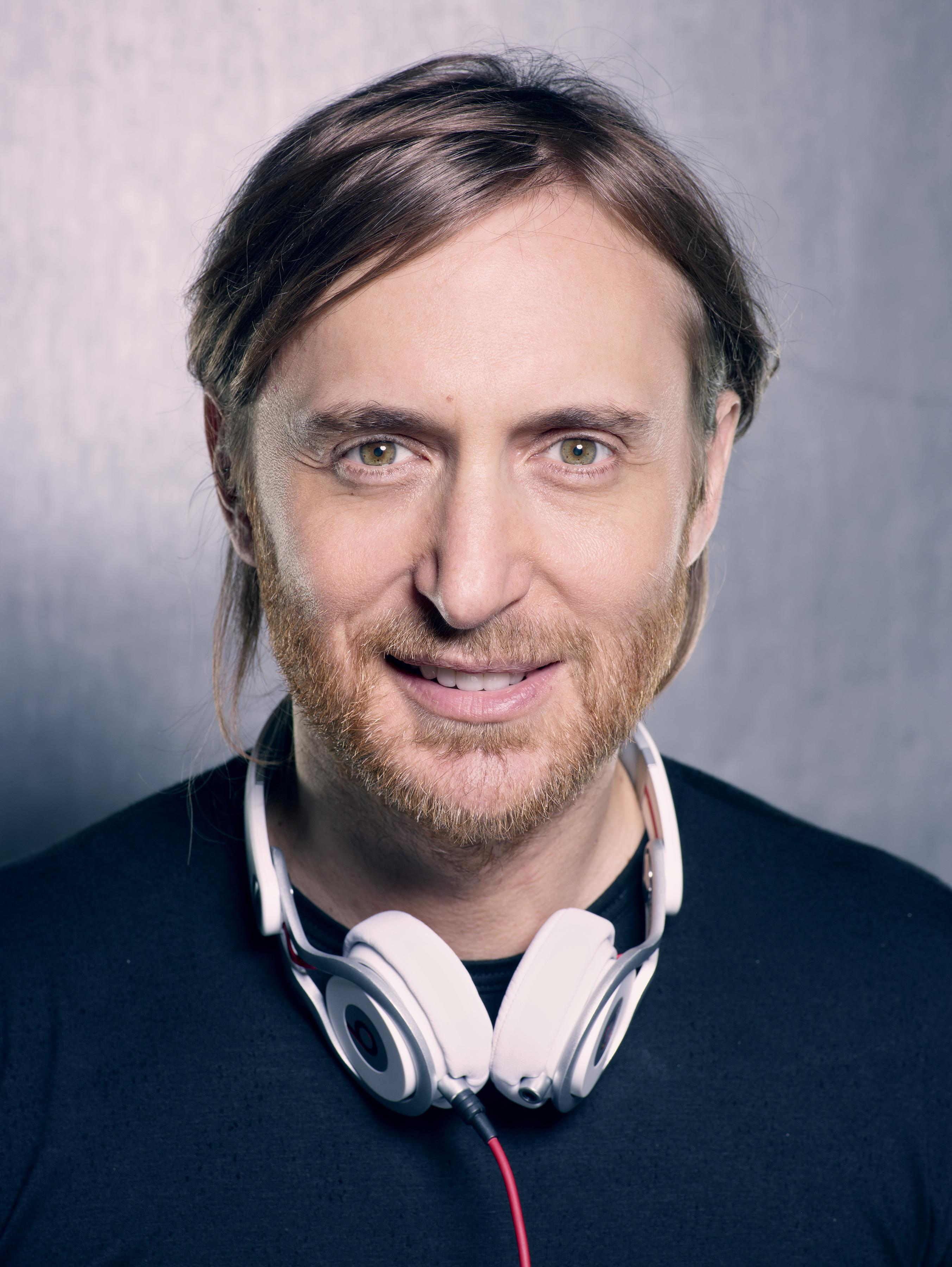
Le DJ et producteur français David Guetta a été numéro 1 avec Dangerous.

La semaine du 7 septembre est créé le classement du streaming de singles. 
| Semaine | Date         | Téléchargement                          | Téléchargement                   | Téléchargement | Streaming                               | Streaming                        |
| Semaine | Date         | Artiste                                 | Titre                            | Ventes         | Artiste                                 | Titre                            |
| ------- | ------------ | --------------------------------------- | -------------------------------- | -------------- | --------------------------------------- | -------------------------------- |
| 36      | 7 septembre  | Lilly Wood and the Prick & Robin Schulz | Prayer in C (Robin Schulz remix) | 11 500         | Lilly Wood and the Prick & Robin Schulz | Prayer in C (Robin Schulz remix) |
| 37      | 14 septembre | Lilly Wood and the Prick & Robin Schulz | Prayer in C (Robin Schulz remix) | 10 300         | Lilly Wood and the Prick & Robin Schulz | Prayer in C (Robin Schulz remix) |
| 38      | 21 septembre | Lilly Wood and the Prick & Robin Schulz | Prayer in C (Robin Schulz remix) | 9 700          | Lilly Wood and the Prick & Robin Schulz | Prayer in C (Robin Schulz remix) |
| 39      | 28 septembre | Lilly Wood and the Prick & Robin Schulz | Prayer in C (Robin Schulz remix) | 8 200          | Lilly Wood and the Prick & Robin Schulz | Prayer in C (Robin Schulz remix) |
| 40      | 5 octobre    | Lilly Wood and the Prick & Robin Schulz | Prayer in C (Robin Schulz remix) | 7 500          | Lilly Wood and the Prick & Robin Schulz | Prayer in C (Robin Schulz remix) |
| 41      | 12 octobre   | David Guetta featuring Sam Martin       | Dangerous                        | 6 300          | Tove Lo                                 | Habits (Stay High)               |
| 42      | 19 octobre   | Lilly Wood and the Prick & Robin Schulz | Prayer in C (Robin Schulz remix) | 5 600          | Tove Lo                                 | Habits (Stay High)               |
| 43      | 26 octobre   | Lilly Wood and the Prick & Robin Schulz | Prayer in C (Robin Schulz remix) | 6 600          | Tove Lo                                 | Habits (Stay High)               |
| 44      | 2 novembre   | Sia                                     | Chandelier                       | 6 600          | Tove Lo                                 | Habits (Stay High)               |
| 45      | 9 novembre   | Sia                                     | Chandelier                       | 6 600          | Tove Lo                                 | Habits (Stay High)               |
| 46      | 16 novembre  | David Guetta featuring Sam Martin       | Dangerous                        | 5 600          | David Guetta featuring Sam Martin       | Dangerous                        |
| 47      | 23 novembre  | David Guetta featuring Sam Martin       | Dangerous                        | 6 000          | David Guetta featuring Sam Martin       | Dangerous                        |
| 48      | 30 novembre  | David Guetta featuring Sam Martin       | Dangerous                        | 8 800          | David Guetta featuring Sam Martin       | Dangerous                        |
| 49      | 7 décembre   | David Guetta featuring Sam Martin       | Dangerous                        | 7 000          | David Guetta featuring Sam Martin       | Dangerous                        |
| 50      | 14 décembre  | David Guetta featuring Sam Martin       | Dangerous                        | 6 800          | David Guetta featuring Sam Martin       | Dangerous                        |
| 51      | 21 décembre  | Mark Ronson featuring Bruno Mars        | Uptown Funk                      | 7 300          | David Guetta featuring Sam Martin       | Dangerous                        |
| 52      | 28 décembre  | Mark Ronson featuring Bruno Mars        | Uptown Funk                      | 8 200          | David Guetta featuring Sam Martin       | Dangerous                        |

## Classement des albums

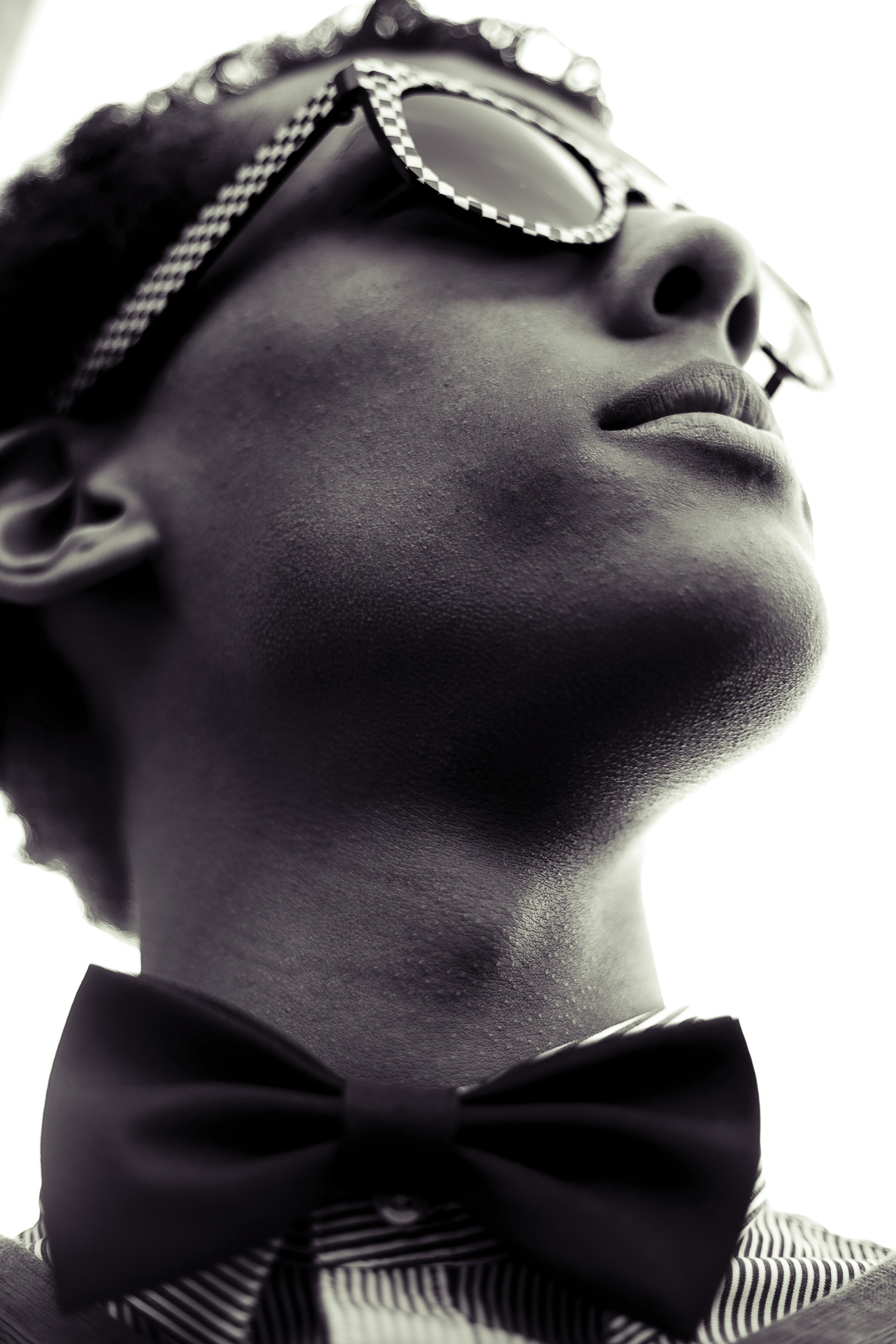
Stromae est resté 18 semaines numéro 1 avec son album Racine carrée.

| №  | Date         | Artiste                        | Titre                          | Ventes  |
| -- | ------------ | ------------------------------ | ------------------------------ | ------- |
| 1  | 5 janvier    | Stromae                        | Racine carrée                  | 52 472  |
| 2  | 12 janvier   | Stromae                        | Racine carrée                  | 37 665  |
| 3  | 19 janvier   | Stromae                        | Racine carrée                  | 33 129  |
| 4  | 26 janvier   | Stromae                        | Racine carrée                  | 27 971  |
| 5  | 2 février    | Stromae                        | Racine carrée                  | 26 581  |
| 6  | 9 février    | Stromae                        | Racine carrée                  | 30 800  |
| 7  | 16 février   | Stromae                        | Racine carrée                  | 52 400  |
| 8  | 23 février   | Stromae                        | Racine carrée                  | 30 100  |
| 9  | 2 mars       | Indila                         | Mini World                     | 40 371  |
| 10 | 9 mars       | Pharrell Williams              | Girl                           | 55 959  |
| 11 | 16 mars      | Les Enfoirés                   | Bon anniversaire les Enfoirés  | 103 000 |
| 12 | 23 mars      | Les Enfoirés                   | Bon anniversaire les Enfoirés  | 98 700  |
| 13 | 30 mars      | Les Enfoirés                   | Bon anniversaire les Enfoirés  | 38 900  |
| 14 | 6 avril      | Les Enfoirés                   | Bon anniversaire les Enfoirés  | 21 100  |
| 15 | 13 avril     | Les Prêtres                    | Amen                           | 29 522  |
| 16 | 20 avril     | Les Prêtres                    | Amen                           | 21 000  |
| 17 | 27 avril     | Les Prêtres                    | Amen                           | 12 918  |
| 18 | 4 mai        | Indila                         | Mini World                     | 12 026  |
| 19 | 11 mai       | Indila                         | Mini World                     | 11 200  |
| 20 | 18 mai       | Michael Jackson                | Xscape                         | 34 214  |
| 21 | 25 mai       | Coldplay                       | Ghost Stories                  | 51 556  |
| 22 | 1er juin     | Coldplay                       | Ghost Stories                  | 19 200  |
| 23 | 8 juin       | Yannick Noah                   | Combats ordinaires             | 21 306  |
| 24 | 15 juin      | Divers artistes                | La Bande à Renaud              | 54 000  |
| 25 | 22 juin      | Divers artistes                | La Bande à Renaud              | 24 000  |
| 26 | 29 juin      | Divers artistes                | La Bande à Renaud              | 20 605  |
| 27 | 6 juillet    | Divers artistes                | La Bande à Renaud              | 18 143  |
| 28 | 13 juillet   | Stromae                        | Racine carrée                  | 16 100  |
| 29 | 20 juillet   | NRJ Compilations               | NRJ Party Hits 2014            | 13 600  |
| 30 | 27 juillet   | Fréro Delavega                 | Fréro Delavega                 | 16 300  |
| 31 | 3 août       | Keen'V                         | Saltimbanque                   | 32 600  |
| 32 | 10 août      | Keen'V                         | Saltimbanque                   | 14 300  |
| 33 | 17 août      | NRJ Compilations               | NRJ Extravadance Summer 2014   | 11 100  |
| 34 | 24 août      | Calogero                       | Les Feux d'artifice            | 51 500  |
| 35 | 31 août      | Calogero                       | Les Feux d'artifice            | 26 840  |
| 36 | 7 septembre  | Lacrim                         | Corleone                       | 28 000  |
| 37 | 14 septembre | Kendji Girac                   | Kendji                         | 68 168  |
| 38 | 21 septembre | Kendji Girac                   | Kendji                         | 25 600  |
| 39 | 28 septembre | Kendji Girac                   | Kendji                         | 21 590  |
| 40 | 5 octobre    | Kendji Girac                   | Kendji                         | 20 800  |
| 41 | 12 octobre   | U2                             | Songs of Innocence             | 21 771  |
| 42 | 19 octobre   | U2                             | Songs of Innocence             | 29 157  |
| 43 | 26 octobre   | Kendji Girac                   | Kendji                         | 14 600  |
| 44 | 2 novembre   | Compilation                    | 30 ans du Top 50               | 20 515  |
| 45 | 9 novembre   | Julien Clerc                   | Partout la musique vient       | 18 291  |
| 46 | 16 novembre  | Pink Floyd                     | The Endless River              | 68 313  |
| 47 | 23 novembre  | Johnny Hallyday                | Rester vivant                  | 131 849 |
| 48 | 30 novembre  | Alain Souchon & Laurent Voulzy | Alain Souchon & Laurent Voulzy | 63 699  |
| 49 | 7 décembre   | AC/DC                          | Rock or Bust                   | 91 802  |
| 50 | 14 décembre  | AC/DC                          | Rock or Bust                   | 59 300  |
| 51 | 21 décembre  | Kendji Girac                   | Kendji                         | 86 833  |
| 52 | 28 décembre  | Kendji Girac                   | Kendji                         | 68 500  |

## Les Dix Meilleures Ventes
Voici les 10 meilleures ventes de singles et d'albums, en France en 2014

### Singles
| №  | Artiste                                 | Titre                            | Ventes  |
| -- | --------------------------------------- | -------------------------------- | ------- |
| 1  | Pharrell Williams                       | Happy                            | 344 000 |
| 2  | Lilly Wood and the Prick & Robin Schulz | Prayer in C (Robin Schulz Remix) | 207 900 |
| 3  | Indila                                  | Dernière danse                   | 177 800 |
| 4  | Black M                                 | Sur Ma Route                     | 147 300 |
| 5  | Kendji Girac                            | Color Gitano                     | 134 000 |
| 6  | Sia                                     | Chandelier                       | 116 100 |
| 7  | Milky Chance                            | Stolen Dance                     | 100 000 |
| 8  | Calogero                                | Un jour au mauvais endroit       | 96 800  |
| 9  | Julien Doré                             | Paris-Seychelles                 | 92 600  |
| 10 | Coldplay                                | A Sky Full of Stars              | 91 800  |

### Albums
| №  | Artiste                        | Titre                           | Ventes  |
| -- | ------------------------------ | ------------------------------- | ------- |
| 1  | Stromae                        | Racine carrée                   | 680 200 |
| 2  | Kendji Girac                   | Kendji                          | 549 000 |
| 3  | Indila                         | Mini World                      | 543 600 |
| 4  | Johnny Hallyday                | Rester Vivant                   | 430 500 |
| 5  | Calogero                       | Les Feux D'Artifice             | 373 900 |
| 6  | Black M                        | Les Yeux plus gros que le monde | 371 000 |
| 7  | Les Enfoirés                   | Bon anniversaire les Enfoirés   | 316 300 |
| 8  | Alain Souchon & Laurent Voulzy | Alain Souchon & Laurent Voulzy  | 300 300 |
| 9  | Florent Pagny                  | Vieillir avec toi               | 294 700 |
| 10 | Maître Gims                    | Subliminal                      | 287 200 |

### Chronologie
- Liste des titres musicaux numéro un en France en 2013
- Liste des titres musicaux numéro un en France en 2015